# 레이프 맥키

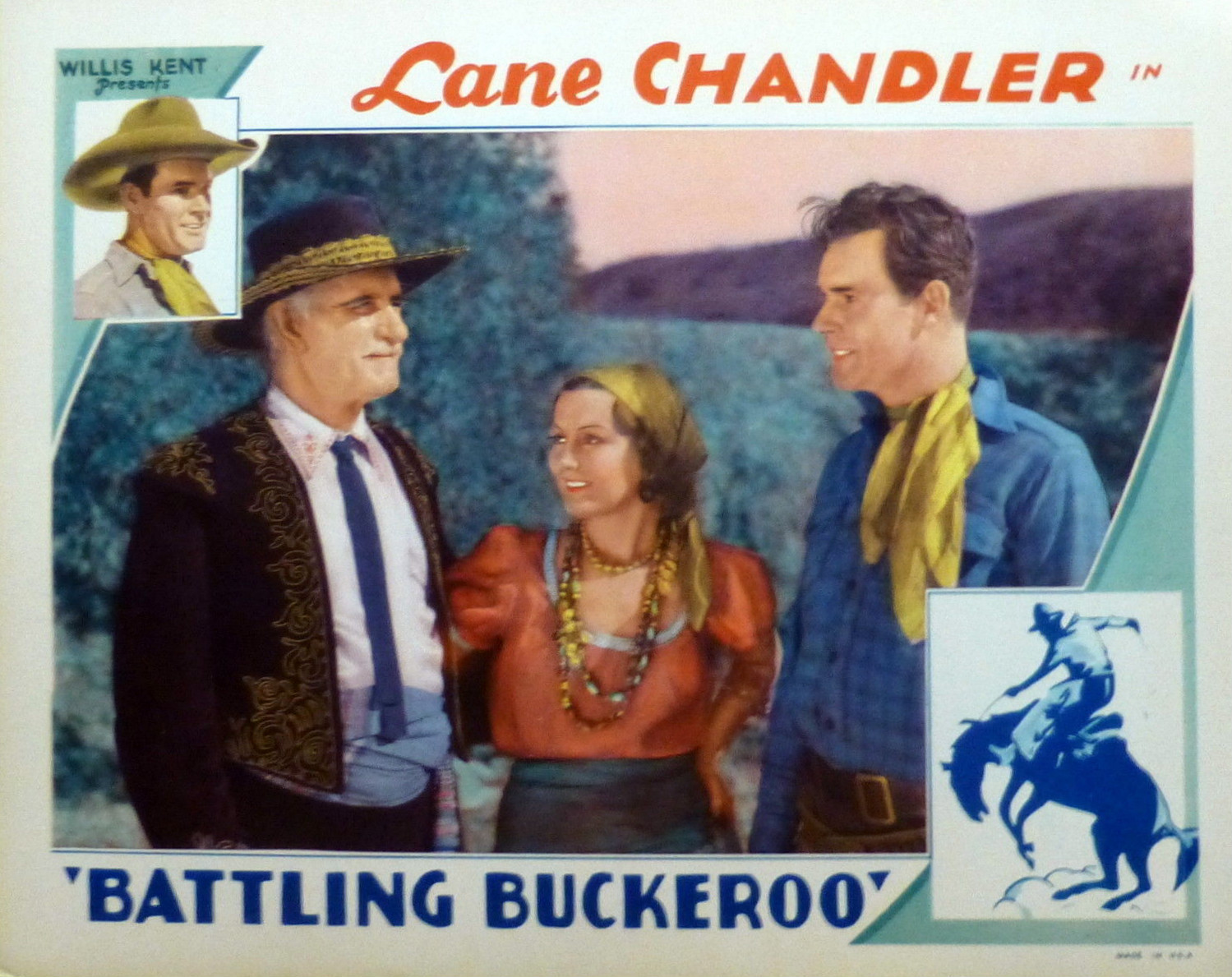

레이프 맥키(Lafe McKee, 1872년 1월 23일 ~ 1959년 8월 10일)는 미국의 배우, 영화배우이다. 1912년부터 1948년까지 400편이 넘는 영화에 출연했다.
템플시티에서 사망하였다.

## 경력
맥키는 1893년에 연예계에서 일하기 시작했다.
경력 중 일부는 아트 믹스 프로덕션(Art Mix Productions)에서 보냈다.  맥키는 또한 1910년부터 적어도 1932년까지 무대 배우로도 활동했다.

## 영화
- 금 (1932년)